# Tokyopop
Tokyopop, stilizzata in TOKYOPOP, ed in precedenza conosciuta come Mixx, è una casa editrice statunitense di anime, manga e manhwa sui mercati di lingua inglese, tedesca e giapponese. È stata fondata nel 1997 da Stuart J. Levy. La Tokyopop ha la sua sede principale a Los Angeles, in California, e varie filiali nel Regno Unito e in Germania.
Fra i manga che la Tokyopop ha adattato in tutto il mondo si possono citare Great Teacher Onizuka, Vampire Princess Miyu, Pet Shop of Horrors, Samurai Deeper Kyo, Cowboy Bebop, Blame!, Princess Ai, Peach Girl, Tokyo Mew Mew e Star Wars Manga. Tokyopop ha pubblicato diverse serie basate su videogiochi, film e personaggi statunitensi come Warcraft, Kingdom Hearts e i film di Jim Henson. Nel 2008 è inoltre iniziata una serie basata sul videogioco Hellgate: London.
Fra i manhwa che pubblica, ci sono The Queen's Knight e Seduction More Beautiful Than Love.